# Helmut Walch
Helmut Walch (* 2. November 1944 in Imst, Tirol) ist ein österreichischer Spieleentwickler und Buchautor.

## Leben
Nachdem der Textilkaufmann zwei Jahre bei einem österreichischen Sportmodenhersteller gearbeitet hatte, wechselte Walch zu einer deutschen Werbeagentur, die für Modehäuser tätig war. 1967 ging er dann in den elterlichen Betrieb in Imst, den er 1970 übernahm und dann ausbaute. Ende 2008 wurde der Betrieb stillgelegt und Walch ist seitdem im Ruhestand.
Gemeinsam mit Christian Raffeiner entwickelte er verschiedene Brettspiele, die 1987 bis 1993 von verschiedenen Verlagen veröffentlicht wurden. Seit 1995 tritt Walch als alleiniger Autor auf.
Sein bei Ravensburger 2004 als Rollino erschienenes Edutainment-System wurde patentiert.
Er hat um die 70 verschiedene Geschenkbücher und Lebensratgeber veröffentlicht, von denen einige ins Englische, Dänische und Niederländische übersetzt wurden, 2015 zusammen mit Angela Holzmann außerdem das Kinderbuch Alles würd`ich für dich tun.
Walch lebt in Imst im österreichischen Bundesland Tirol.

## Ehrungen
Walch war unter anderem für die Wirtschaftskammer tätig, die ihm den Ehrentitel Kommerzialrat verliehen hat.

## Auszeichnungen
- 2008 gewann Helmut Walch den „Deutschen Lernspielpreis“ für das beste Lernspiel des Jahres.

## Ludographie
- 1987: Stolpersteig (mit Christian Raffeiner) bei Piatnik
- 1987: 88 Stop (mit Christian Raffeiner) bei Piatnik
- 1988: Agentenjagd (mit Christian Raffeiner) bei Piatnik
- 1988: Schlitzohr (mit Christian Raffeiner) bei Schmidt Spiele
- 1989: Ponyhof (mit Christian Raffeiner) bei Ravensburger
- 1989: Hägar ruft zum Beutefest (nach eigenen Angaben) bei F.X. Schmid
- 1989: Erbschleicher AG (mit Christian Raffeiner) bei Klee Spiele
- 1990: Richtfest (mit Christian Raffeiner) bei Klee Spiele
- 1990: Lifestyle (mit Christian Raffeiner) bei Ravensburger
- 1990: Astrotime (mit Christian Raffeiner) bei Ravensburger
- 1991: Herzklopfen (mit Christian Raffeiner) bei Ravensburger
- 1993: Vega (mit Christian Raffeiner) bei Peri Spiele
- 1993: Coloretto (mit Christian Raffeiner) bei Ravensburger
- 1995: Domino Land bei Ravensburger
- 1999: Sixmix beim Ravensburger-Label FX
- 2003: Emil und die Detektive bei Schmidt Spiele
- 2004: Frank und Buster auf Tour bei Schmidt Spiele
- 2005: Wild Cards bei Tactic
- 2006: Wort für Wort bei Ravensburger
- 2007: Mein großes Feuerwehrspiel bei Ravensburger, 2008 ausgezeichnet mit dem Deutschen Lernspielpreis[4]

- 2007: Rund um den Kalender bei Ravensburger
- 2012: Pro und Contra bei Piatnik
- 2017 QUIZZY bei Ravensburger